# Quinten Matsys

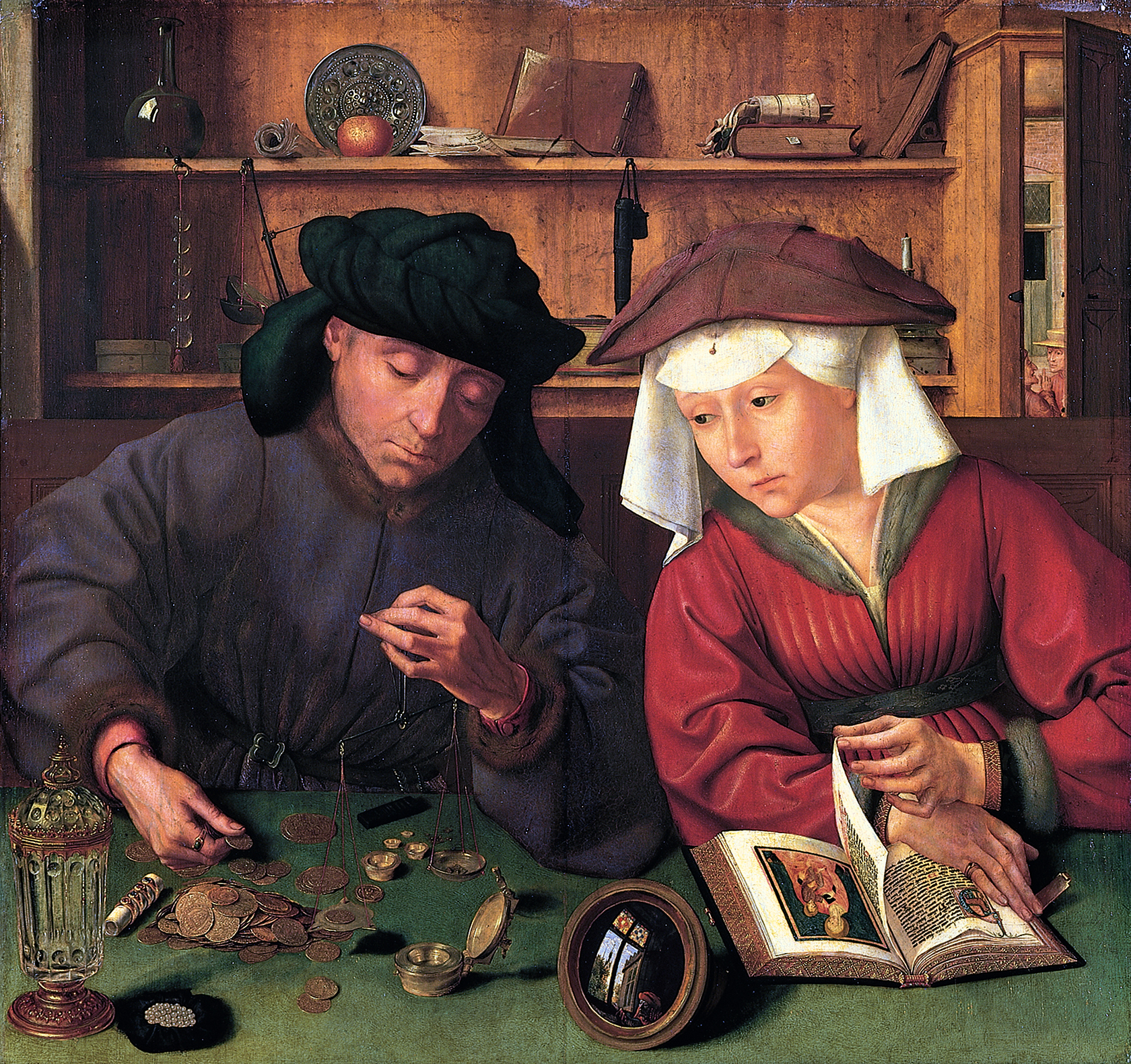
Quinten Matsys – "Penningväxlaren och hans hustru" (1514). Louvren, Paris.

Quinten Matsys, född 1466 i Leuven, död 1530 i Antwerpen, flamländsk målare, far till Jan Matsys.

## Biografi
Sökandet efter förfining och andlig känsla når med Matsys stil extrema höjder i de religiösa målningarna och porträtten. Hans konst utövade ett avsevärt inflytande framför allt bland de italianiserade målarna i Nederländerna.
Matsys motivkrets är omfattande. Enastående bland de tidiga målningarna är mittavlan i S:ta Anna-altaret (1507-1508). Porträtt av humanister över sina böcker förebådar ett av Holbeins favoritmotiv. I Madonnan med barnet, Vila på flykten till Egypten och andra studier av den heliga familjen finns en djup melankoli. Den karikatyrmässiga teckningen och ansiktena i Ecce Homo ger oss raka motsatsen till förfining.
Genremålningar i stil med Penningväxlaren och hans hustru är målade i van Eycks och Petrus Christus efterföljd. Sena, ytterst omsorgsfullt utförda målningar som Den helige Antonius frestelse var ofta resultatet av ett samarbete med Joachim Patinir. Slutligen vittnar den enastående målningen i tempera på duk, Madonnan med barnet och S:ta Barbara och S:ta Katarina om ett inflytande från Italien, i synnerhet från Rafael och Leonardo da Vinci.

## Utmärkelser
Asteroiden 9569 Quintenmatsijs är uppkallad efter honom.